# Zegapain
Zegapain (яп. -ゼーガペイン-) — аниме-сериал, созданный компанией Sunrise. Сериал впервые был показан в Японии 6 апреля 2006 года на канале TV Tokyo, позже демонстрировался на BS Japan и AT-X.

## Сюжет
Сюжет аниме вертится вокруг старшеклассника Кё Согору, живущего в городе под названием Майхама. Он живёт обычной жизнью, посещая клуб плавания. Однако, его жизнь внезапно меняется, когда он видит в бассейне девочку, Сидзуно Мисаки, и узнает, что больше никто не может её увидеть. Его вовлекают в мир гигантских сражающихся роботов в мире, очень похожем на игру. Вскоре Кё начинает осознавать, что мир, в котором он живёт может не существовать на самом деле. В то же время он вынужден продолжать сражаться, чтобы защитить тех, кто ему дорог.

## Персонажи
Кё Согору (яп. 十凍 京) — главный герой. 
Сэйю: Синтаро Асанума
Сидзуно Мисаки (яп. 三崎 紫雫乃) — девушка, которая была влюблена в Кё в прошлой жизни. 
Сэйю: Аяко Кавасуми
Рёко Каминаги (яп. 守凪 了子) — девушка из видео-клуба. Всегда носит с собой камеру. 
Сэйю: Кана Ханадзава
Крис (яп. クリス) — муж Арки, стрелок. Они с женой являются внештатными наемниками. 
Сэйю: Хироси Янака
Арка (яп. アーク) — жена Криса, волшебница. 
Сэйю: Ая Хисакава
Мината (яп. ミナト) — вице-президент школьного клуба и Селебрантов. 
Сэйю: Марина Иноуэ
Мизуки (яп. ミズキ) — подруга Каминаги. 
Сэйю: Юкана

## Медиа

### Аниме
2 октября 2007 года Bandai Entertainment выпустила первый том аниме в первом регионе.

#### Музыка
Начальные темы
- «Kimi e Mukau Hikari»: серии: 1-26

Исполняет: Акино Арай
Завершающие темы
- «Little Goodbye»: серии 1-9, 11-21, 23-25

Исполняет: Rocky Chack
- «And You»: серия 10

Исполняет: Rocky Chack
- «Last Blue»(ラストブルー): серия 22

Исполняет: Rocky Chack

### Игры
Существует две игры, основанные на аниме «Zegapain», созданные Cavia Inc. (известнее всего благодаря Square Enix'ой серии «Drakengard») для Xbox 360.
Первая игра, изданная Bandai, называется «Zegapain XOR» и вышла в Японии 27 июля 2006 года.
Вторая игра, называющаяся «Zegapain NOT», вышла 7 декабря 2006 года в Японии. Также основанная на аниме игра является сиквелом «Zegapain XOR» и продолжает её сюжетную линию.

### Манга
По мотивам сериала вышла манга Го Ябуки «Zegapain Gaiden: AI AlWAYS». Выпускалась в ежемесячном журнале «Dengeki Daioh» с августа до октября 2006 года. Вторая манга, основанная на событиях «Zegapain XOR», «Side-B N» появилась на официальном сайте «Zegapain XOR». Она состоит из девяти глав, доступных для просмотра. Обе манги будут выпущены в танкобонах.